# Balyktcha
Balyktcha (en russe : Балыкча́, en altaï méridional : Балыкчы, Balıkçı, littéralement « pêcheur ») est un village du raïon d'Oulagan dans la république de l'Altaï en Russie. Il fait partie de l'établissement rural du Tchoulychman, avec 3 autres villages. Sa population s'élevait à 795 habitants au recensement de 2021.

## Géographie
Le village de Balyktcha se situe dans la république de l'Altaï, une république de Sibérie méridionale, en Russie. Il fait partie du district fédéral sibérien, et le village fait partie du raïon d'Oulagan, un raïons de la république du sud-est, qui compte 13 localités, avec Oulagan comme centre administratif. Il fait partie de l'établissement rural du Tchoulychman, avec 3 autres villages, une municipalité dont le chef-lieu est Balyktcha.
Balyktcha, comme toute la république de l'Altaï, est située dans le fuseau horaire MSK+4 (heure de Krasnoïarsk). Le décalage horaire appliqué par rapport au temps universel coordonné est +07:00.
Le village se situe dans la vallée du Tchoulychman, l'affluent du Teletskoïe.

## Démographie
Recensements (*) et estimations de la population,,:
| 2002* | 2010* | 2012 | 2013 |
| ----- | ----- | ---- | ---- |
| 1 409 | 795   | 782  | 792  |

| 2014 | 2015 | 2016 | 2021* |
| ---- | ---- | ---- | ----- |
| 803  | 849  | 863  | 795   |

En 2002, sur les 1 409 habitants, il y avait 71 % d'Altaïens.

## Transports
Le village est desservi par la route d'Oulagan, route russe qui relie la rive sud du Teletskoïe à la route fédérale R256 à Aktach. Pour sortir de la vallée du Tchoulychman, cette route emprunte le réputé dangereux col du Katou-Iaryk.